# Amblaincourt
Amblaincourt is een plaatsje in het Franse departement Meuse in de gemeente Beausite. In Amblaincourt bevindt zich het gemeentehuis van Beausite.
Op 1 januari 1973 fuseerde Amblaincourt met Beauzée-sur-Aire, Deuxnouds-devant-Beauzée en Seraucourt tot de gemeente Beausite.

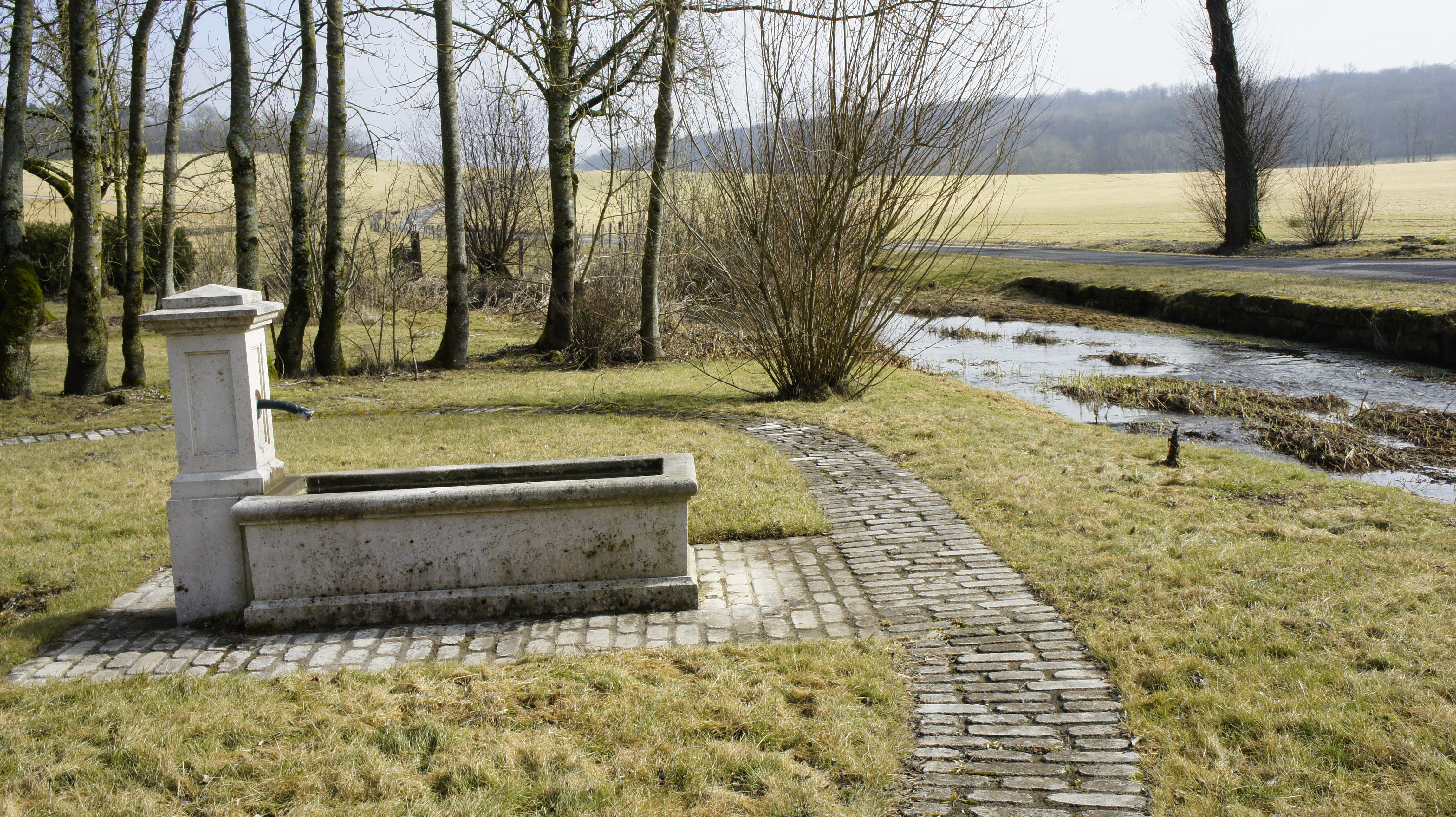
Het washuis van Amblaincourt en het riviertje de Aire.

Amblaincourt · Beauzée-sur-Aire · Deuxnouds-devant-Beauzée · Seraucourt